# 영국의 부총리
영국의 부총리 (Deputy Prime Minister of the United Kingdom, 약칭 DPM)은 영국 총리 다음으로 영국 정부 내 서열 2위이자, 영국 내각의 부의장에 해당되는 직책이다.
행정수반인 총리직이나 각 부처의 유무에 따라 신설되는 내각 장관직과는 달리, 부총리는 반드시 쓰이는 직책은 아니다. 영국 총리가 특정 내각 장관에게 서열을 부여하는 목적에서는 부총리가 아닌 수석장관 (First Secretary of State)이란 칭호를 부여하기도 한다. 현재 영국 부총리직에는 법무장관이자 대법관으로 있는 도미니크 라아브가 재직하고 있으며, 2021년 9월 15일 임명되었다. 라아브는 부총리로 임명되기 전 2년 동안 수석장관으로 부임한 경력이 있다.

## 목록
다음은 공식적으로 임명된 역대 부총리 목록이다. 비공식적으로 임명된 부총리의 수가 더 많기에 4명에 불과하다. 부총리는 영국 총리의 건의에 따라 영국 국왕이 임명하게 되는데, 이런 공식 절차를 밟고 난 뒤 부총리에 오른 장관이 네 명에 불과하다는 뜻이다.
1942년 윈스턴 처칠 총리가 임명해 최초로 부총리 직책에 오른 클레멘트 애틀리의 경우 공식 부총리로 봐야 할지에 대해 학자마다 의견이 갈린다. 브래지어와 노튼의 연구에서는 부총리 목록에 포함시켰지만, 헤네시의 연구에서는 국왕이 부총리 임명을 승인할 당시 "자치령장관" (Secretary of State for Dominion Affairs) 이라고만 읽었을 뿐, 윈스턴 처칠 총리가 "부총리" (Deputy Prime Minister)라 밝힌 것은 별도의 서류였다는 것이다. 보그다노의 연구에서도 이런 직책 언급의 변화는 형식적인 것일 뿐이며 공식적으로 부총리에 임명된 적이 없다고 봤다.
| 사진       | 사진 | 이름 (출생년도)                                    | 임기             | 임기             | 재임 중 겸직 사항                                     | 정당       | 내각          | 국왕 (치세)                | Ref.              |
| ---------- | ---- | -------------------------------------------------- | ---------------- | ---------------- | ----------------------------------------------------- | ---------- | ------------- | -------------------------- | ----------------- |
|            |      | 마이클 헤젤틴 헨리 지역구 의원 (1933~)             | 1995년 7월 5일   | 1997년 5월 1일   | - 수석장관                                            | 보수당     | 메이저 2기    | 엘리자베스 2세 (1952~2022) | [ 2 ] [ 3 ] [ 4 ] |
|            |      | 존 프레스콧 킹스턴어폰헐이스트 지역구 의원 (1938~) | 1997년 5월 2일   | 2007년 6월 28일  | - 환경교통지역장관 (1997~2001) - 수석장관 (2001~2007) | 노동당     | 블레어 1기    | 엘리자베스 2세 (1952~2022) | [ 2 ] [ 3 ] [ 5 ] |
| 블레어 2기 |      | 존 프레스콧 킹스턴어폰헐이스트 지역구 의원 (1938~) | 1997년 5월 2일   | 2007년 6월 28일  | - 환경교통지역장관 (1997~2001) - 수석장관 (2001~2007) | 노동당     |               | 엘리자베스 2세 (1952~2022) | [ 2 ] [ 3 ] [ 5 ] |
| 블레어 3기 |      | 존 프레스콧 킹스턴어폰헐이스트 지역구 의원 (1938~) | 1997년 5월 2일   | 2007년 6월 28일  | - 환경교통지역장관 (1997~2001) - 수석장관 (2001~2007) | 노동당     |               | 엘리자베스 2세 (1952~2022) | [ 2 ] [ 3 ] [ 5 ] |
|            |      | 닉 클레그 셰필드할람 지역구 의원 (1967~)           | 2010년 5월 11일  | 2015년 5월 8일   | - 추밀원 의장                                         | 자유민주당 | 캐머런-클레그 | 엘리자베스 2세 (1952~2022) | [ 2 ] [ 3 ] [ 6 ] |
|            |      | 도미니크 라아브 에셔 월튼 지역구 의원 (1974~)      | 2021년 9월 15일  | 2022년 9월 6일   | - 대법관 - 법무장관                                   | 보수당     | 존슨 2기      | 엘리자베스 2세 (1952~2022) | [ 2 ] [ 3 ] [ 7 ] |
|            |      | 테리즈 코피 서퍽 코스털 지역구 의원 (1971~)        | 2022년 9월 6일   | 2022년 10월 25일 | - 보건사회복지부 장관                                 | 보수당     | 트러스        | 찰스 3세 (2022~)           |                   |
|            |      | 도미니크 라아브 에셔 월튼 지역구 의원 (1974~)      | 2022년 10월 25일 | 2023년 4월 21일  | - 대법관 - 법무장관                                   | 보수당     | 수낵          | 찰스 3세 (2022~)           | [ 2 ] [ 3 ] [ 8 ] |
|            |      | 올리버 다우든 허츠미어 지역구 의원 (1978~)         | 2023년 4월 21일  | 2024년 7월 5일   |                                                       | 보수당     | 수낵          | 찰스 3세 (2022~)           |                   |
|            |      | 안젤라 레이너 애시턴언더라인 지역구 의원 (1980~)   | 2024년 7월 5일   |                  | - 균형발전주택지역사회부장관                          | 노동당     | 스타머        | 찰스 3세 (2022~)           |                   |

## 같이 보기
- 영국 내각
- 영국 총리